# Вазия
Вазия (итал. Vasia) — коммуна в Италии, располагается в регионе Лигурия, в провинции Империя.
Население составляет 444 человека (2008 г.), плотность населения составляет 41 чел./км². Занимает площадь 11 км². Почтовый индекс — 18020. Телефонный код — 0183.
Покровителем коммуны почитается святой Антоний Великий, празднование 17 января.

## Демография
Динамика населения:

## Администрация коммуны
- Официальный сайт: